# Мей Лев Олександрович
Мей Лев Олександрович (13 (25) лютого 1822, Москва — 16 (28) травня 1862, Петербург) — російський поет і драматург.

## Біографія
Син обрусілого німця-офіцера, що був поранений у Бородинській битві і рано помер. Після втрати батька жив у бідноті. Вчився у Московському дворянському інституті, звідти був переведений у Імператорський царськосільський ліцей, який закінчив 1841 року. Працював 10 років у канцелярії московського генерал-губернатора, не зробивши кар'єри. Наприкінці 1840-х років працював у журналі «Москвитянин», де завідував російським та іноземним літературними відділами. На початку 1850-х років, невдовзі після одруження, отримав посаду інспектора 2-ї московської гімназії, однак через інтриги колег покинув роботу педагога та переїхав у Петербург. Тут він значився у археографічній комісії, однак повністю віддався літературній діяльності в різноманітних виданнях. Мей мав пристрасть до спиртного, яке значно послабило його здоров'я.
Був одружений з Софією Мей (до шлюбу Полянська) (1821–1889), письменницею, що з 1862 по 1882 роки видавала журнал «Модний Магазин», де друкувала свої статті про моди.

## Творчість
Друкуватися почав 1840 року, вмістивши у «Маяку» уривок із поеми «Гванагані». За життя Мея було надруковано лише до 20 його оригінальних віршів, основну масу його літературного доробку становили переклади. У деяких віршах 1850-х років («Багатьом», «Дим», «Забуті ямби») звучать соціальні мотиви. Мей є автором билин, сказань, пісень («Волхв», «Олександр Невський», «Пісня про боярина Євпатія Коловрата» та інших).
Окремі твори Мея покладено на музику. На сюжети його історичних драм композитор М.Римський-Корсаков написав опери «Царева наречена» (1849), «Псковитянка» (1859), «Бояриня Віра Шелога» і «Сервілія». На вірші Мея писали музику П. Чайковський («Канарка», «Октави» та інші), М. Римський-Корсаков («Колискова пісня»), М. Мусоргський («По гриби») та інші.
Мей перекладав античних, західно-європейських і слов'янських поетів, зокрема твори Т. Шевченка, Я. Щоголева. У перекладах Мея покладено на музику вірші Т. Шевченка: «Вечір» («Садок вишневий коло хати») — П. Чайковським, уривки з поеми «Гайдамаки» — «Гопак» («Ой гоп-гопака»), «На Дніпрі» («Пісня Яреми») — М. Мусоргським. Мею належить віршований переклад «Слова о полку Ігоревім».
Окремі поезії Мея українською мовою переклав П. Грабовський.

## Твори
- Полное собрание сочинений. — М., 1887.
- Избранные произведения. — Л., 1972.